# Tim van Rijthoven
Tim van Rijthoven (n. 24 aprilie 1997) este un tenismen profesionist din Țările de Jos. Cea mai bună clasare a sa la simplu este locul 104 mondial, pe care l-a atins pentru prima dată la 27 iunie 2022, iar la dublu, locul 225 mondial, atins în mai 2022. Ca junior, a ajuns pe locul 13 mondial în 2015 și a ajuns în sferturile de finală ale turneului de simplu băieți ale Campionatului de la Wimbledon din 2014 și în semifinalele de dublu la băieți. În iunie 2022, el a câștigat primele cinci victorii în Turul ATP (inclusiv în fața numărul 2 mondial Daniil Medvedev) în drum spre primul său titlu la Rosmalen Grass Court Championships.
Van Rijthoven a reprezentat Țările de Jos la Cupa Davis, unde are un record C/P de 1–1. El a câștigat 13 turnee Futures la ITF World Tennis Tour, inclusiv opt titluri de simplu și cinci titluri de dublu.